# Convento de Santa Maria de Semide

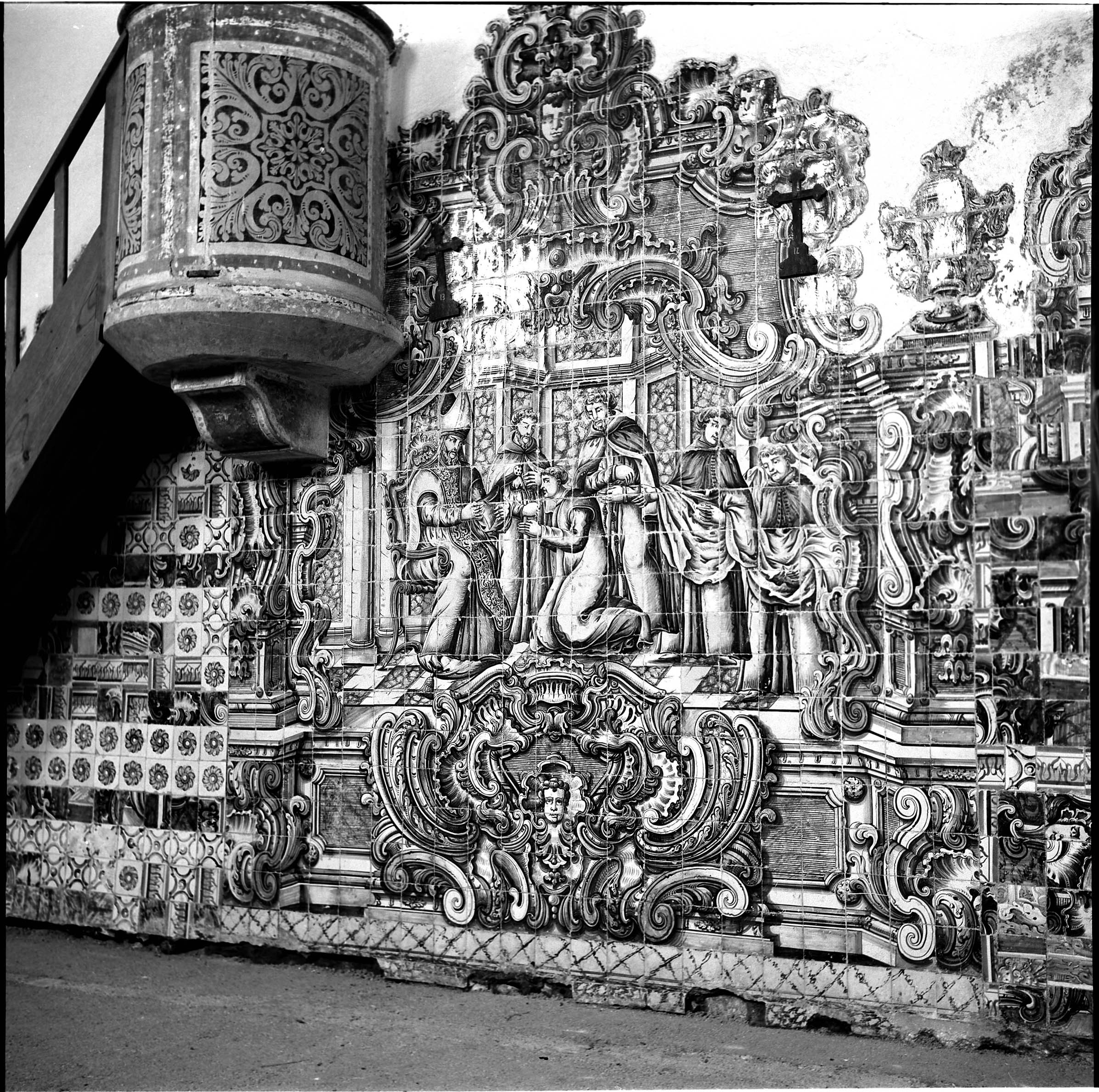
Azulejos do Mosteiro do século XVIII.

O Convento ou Mosteiro de Santa Maria de Semide, ou Mosteiro de Nossa Senhora da Assunção, localiza-se em Semide, na freguesia de Semide e Rio Vide, município de Miranda do Corvo.
Actualmente o mosteiro alberga o CEARTE, escola de formação profissional e um lar de jovens da Cáritas.
A igreja do mosteiro é igualmente a igreja paroquial de Semide. Todos os anos este templo é palco do Encontro de Coros de Miranda do Corvo.
O Mosteiro de Santa Maria de Semide está classificado como Imóvel de Interesse Público desde 1993.

## História
O Mosteiro de Santa Maria de Semide foi fundado em 1154 por Martim Anaia. Inicialmente era ocupado por monges beneditinos. Mais tarde, em 1183, tornou-se num convento de freiras para receber as descendentes do seu fundador. A última freira morreu em 1896.
A parte mais antiga ainda existente data do século XVI. Em 1664 um incêndio devorou a maior parte do edifício que foi reconstruído e inaugurado, com a actual igreja, em 1697. Em 1964 o mosteiro sofre novo incêndio tendo sido devorada a ala poente. Em 1990, um novo incêndio destruiu o claustro velho, a casa do capítulo e a sacristia.
Do conjunto ainda existente salienta-se a Igreja, com um retábulo e cadeiral em madeira, dos finais do séc. XVII, azulejos do séc. XVIII, esculturas do séc. XVII e séc. XVIII e altar-mor também do séc. XVII. O órgão de tubos, do séc. XVIII, foi recuperado em 2007 e voltou a ser tocado. No Mosteiro houve sempre uma longa tradição musical.
Em 1931 o Mosteiro que entretanto havia sido cedido à Junta Geral do Distrito de Coimbra, presidida pelo Professor Bissaya Barreto, passou a funcionar como Escola Profissional de Agricultura e Asilo.